# Гоюй
Гою́й (кит. трад. 國語, упр. 国语, пиньинь guóyǔ — дословно «государственный язык») — название севернокитайского языка, имеющего официальный статус в Китайской республике в 1911—1949 годы, и после 1949 года — на Тайване. Его устная норма основана на пекинском произношении китайских иероглифов, литературная — на байхуа. В 1955 году в КНР переименован в путунхуа. Термин гоюй заимствован из японского языка в начале XX века (кокуго) для обозначения наддиалектной формы национального языка. В издаваемых китайскими учёными грамматиках в качестве отдельной формы гоюй не выделялся. В декларации комиссии по национальному образованию 1917 года понятия «гуаньхуа», «гоюй» и «путунхуа» использовались как синонимы.

## История
Гоюй был создан на основе гуаньхуа — «языка чиновников» (в языкознании этим термином обозначается большая группа северокитайских диалектов) для устного общения представителей элиты между собой. Предположительно, язык чиновников стал формироваться в эпоху Юань, когда с 1264 года столицей империи сделался Пекин. Американский лингвист Джерри Норман утверждал, что в старом Китае термин гоюй был связан с «инородческими» династиями и в эпоху Цин, в первую очередь, прилагался к маньчжурскому языку. Ни одна из разновидностей диалекта чиновников никогда не имела кодификации, служа «естественным» целям административной практики.
Вплоть до начала XX века чиновники императорского Китая и социально-экономическая элита фактически владела тремя языками: письменным вэньянем (кодифицированный язык государственного делопроизводства, экзаменов кэцзюй и высокой культуры); письменным байхуа (некодифицированная фиксация устной речи для повседневного общения и «низких» жанров — прозы и драматургии) и устным гуаньхуа, который позволял коммуницировать носителям разных китайских диалектов. В эпоху Цин пекинский диалект являлся языком императорского двора. Помимо общекитайского гуаньхуа существовали другие наддиалектные региональные варианты китайского языка: например, престижным в группе юэ считался кантонский диалект, самоназвание которого — «байхуа». Чиновники, которые не имели права служить у себя на родине, были вынуждены овладевать местными диалектами или прибегать к услугам переводчиков и в той или иной степени осваивать гуаньхуа, чтобы общаться между собой. Тем не менее, главным объединяющим элиту языком был письменный, который в каждой провинции осваивали в своей диалектной норме. На разговорный язык власти почти не возлагали централизаторской функции, хотя в 1728 году император Юнчжэн издал указ об обязательном преподавании «правильного пекинского произношения», для чиновников, сдающих экзамены в Гуандуне и Фуцзяни, которые, чаще всего, столичным диалектом вообще не владели. Только в 1907 году был разработан проект обязательного преподавания гуаньхуа в школе, а в 1909 году Цзян Цянь предложил официально назвать государственный язык «гоюем», что было заимствованием из японского языка. При этом гоюй должен был служить средством общения образованных людей, а литературным языком должен был оставаться вэньянь.

Участники дискуссий о национальном языке в Китае
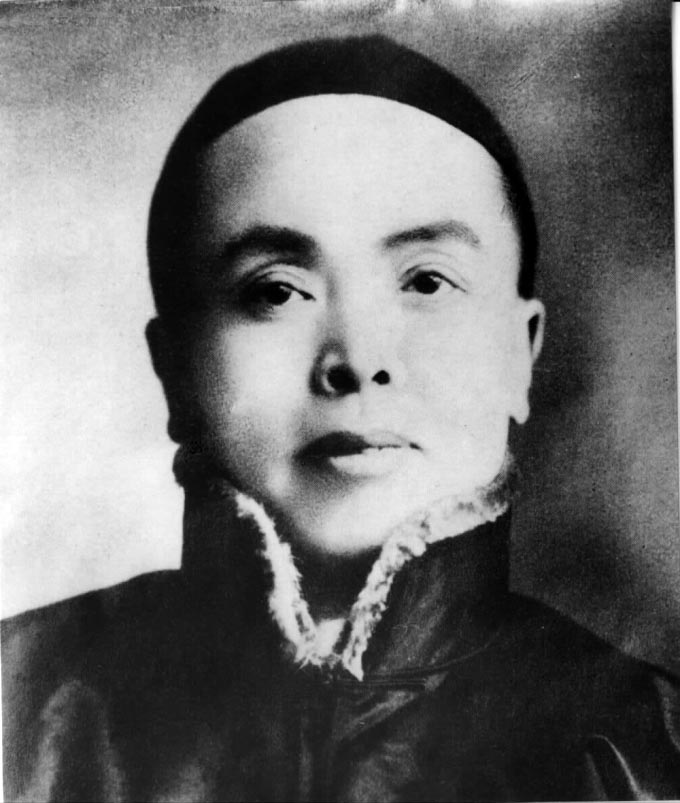
Цзян Цянь
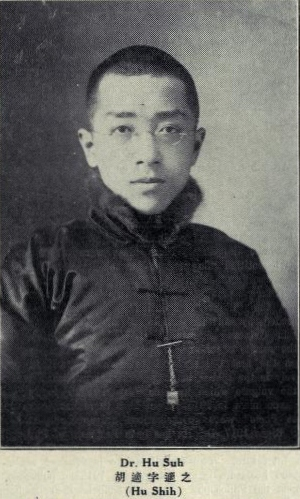
Ху Ши
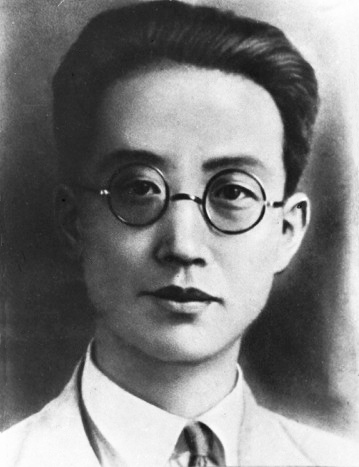
Цюй Цюбо
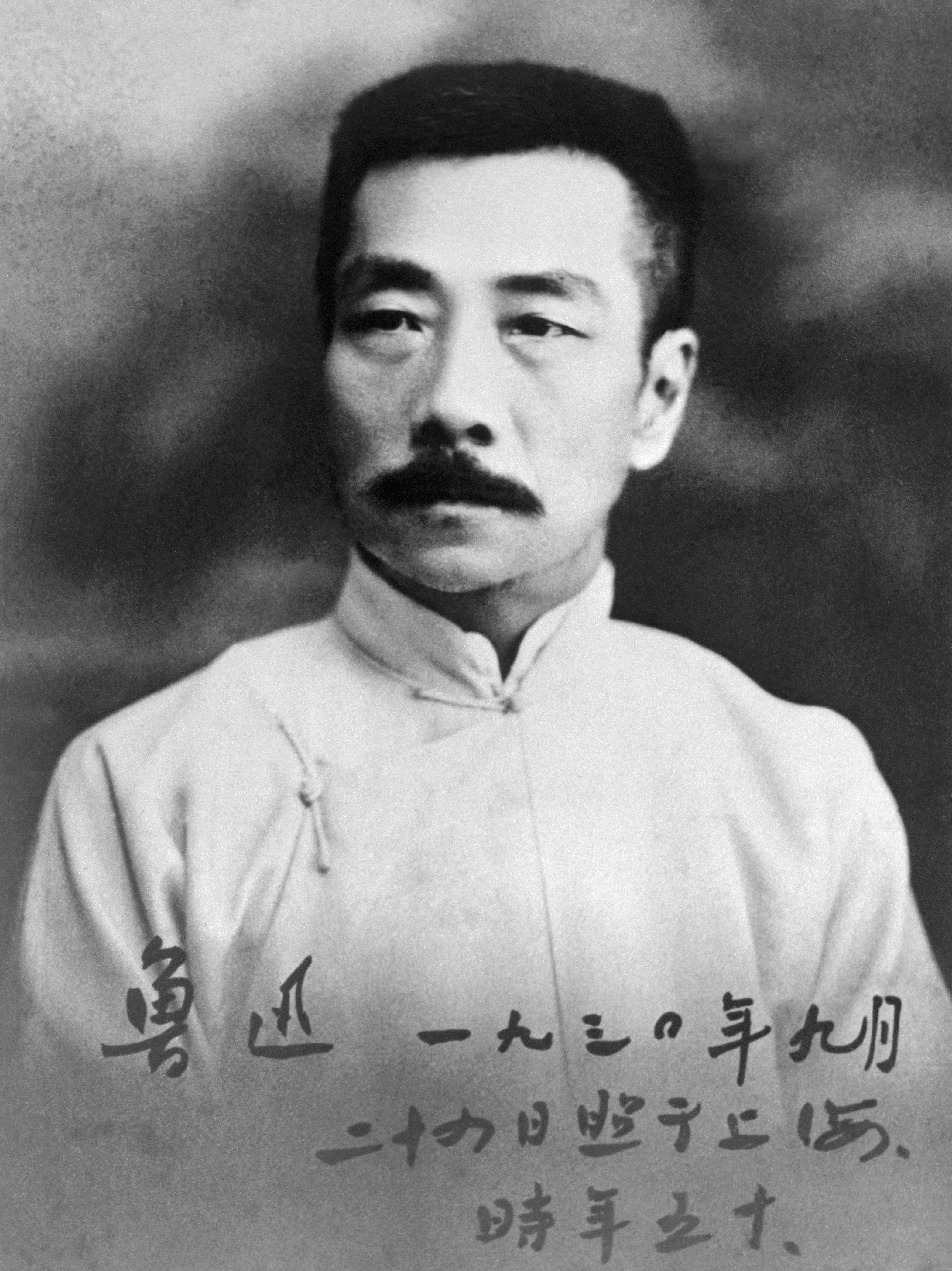
Лу Синь

После Синьхайской революции было решено, что язык является одним из важнейших механизмов поддержания национального единства. 15 февраля 1913 года Министерство просвещения открыло конференцию для выработки единых норм произношения и их точного фонетического обозначения. По мнению М. В. Софронова, языковая реформа, по сути, следовала по пути императора Юнчжэна: национальный язык должен распространяться через правильное произношение иероглифов образованными людьми. Преподавание языка было решено вводить во всех школах на всей территории государства. В результаты работы комиссии по языку, в 1918 году была официально принята азбука чжуинь цзыму, использованная для составления образцового фонетического словаря. В 1923 году было официально введено пекинское произношение для гоюя, а с 1928 года была опубликована система гоюй ломацзы — латинская транскрипция китайской фонетики. В 1936 году вышел изданный Министерством просвещения 4-томный «Гоюй цыдянь», который впервые в китайской лексикографической практике включал не только отдельные иероглифы, но и слова современного языка, состоящие из двух и более иероглифов. Чтение указывалось как с помощью чжуиня, так и ломацзы. Профессор Сычуаньского университета Ван Дунцзе прямо утверждал, что создание гоюя было проектом националистов в рамках государственного строительства вообще; иными словами, гоюй не являлся результатом естественного развития разговорного гуаньхуа. В монографии Чжу Цзыцина «Создание гоюя», вышедшей в 1944 году, констатировалось, что до завершения языкового проекта ещё далеко.
Создание гоюя происходило в обстановке ожесточённой политической борьбы. Одним из главных апологетов превращения гуаньхуа в национальный язык был лидер либеральных демократов Ху Ши, который заявил, что национальным языком должен стать тот китайский диалект, который наиболее распространён в народе, и который обладает самой развитой литературной традицией. После Движения 4 мая 1919 года Ху Ши и его коллеги поставили задачу языкового преобразования Китая, чтобы максимально расширить область применения гоюя и сократить использование диалектов. Лидеры левого движения — сами выдающиеся литераторы: Цюй Цюбо и Лу Синь — предложили делать ставку не на письменный байхуа, а на устный общепонятный язык, обозначаемый термином путунхуа; в этом плане, китайские коммунисты противостояли проекту гоюя, который продвигала партия Гоминьдан. Цюй Цюбо в одной из статей противопоставлял путунхуа как «речь пролетариев» (городских жителей, занятых в индустрии) гоюю как «речи бюрократов»; при этом оба языка противостояли «речи необразованных простолюдинов из деревни». Китайское министерство просвещения в 1920—1930-е годы также рассматривало национальный язык как социальный диалект, носителем которого являются все образованные, или, по крайней мере, грамотные люди. В глазах лингвистов-теоретиков левого направления, однако, путунхуа являлся продуктом естественного развития языка, а не искусственным конструктом, как гоюй. Цюй Цюбо также считал, что гоюй является инструментом угнетения этнических меньшинств.
После создания КНР, термин «гоюй» исчез из официального обращения, до 1956 года использовались описательные наименования, чаще всего — «родной язык» (кит. упр. 祖国语, пиньинь zǔguóyǔ). В КНР проходили активные дискуссии сторонников и противников национального языка, которые зачастую обращались к авторитету В. И. Ленина и И. В. Сталина («Марксизм и вопросы языкознания»). На национальной конференции по реформе письменности, в октябре 1955 года волей министра образования Чжан Сижо новому национальному языку было присвоено название путунхуа, однако лингвистические и функциональные признаки он всецело унаследовал от гоюя. Дж. Норман отмечал, что не существует существенных отличий между целями апологетов гоюя в 1930-е годы, и намерениями пропагандистов путунхуа. Апологетом создания национального языка являлся Чжоу Эньлай, который на собрании лингвистов и деятелей просвещения 10 января 1958 года заявил, что главной целью официального языка является постепенная унификация диалектов. В его представлении путунхуа рассматривался как социальный диалект для грамотных и образованных, с упором на молодое поколение.

## Тайвань

Карта использования гоюя в быту гражданами старше 6 лет на Тайване и прилегающих территориях по данным 2010 года

После эвакуации гоминьдановских властей на Тайвань в 1949 году, языковые эксперименты Республики были продолжены на острове. Переработанные и расширенные издания «Гоюй цыдянь» считаются здесь нормативными, для фонетических обозначений использовались чжуинь и система Джайлза-Уэйда; в 2002—2009 годах была сделана попытка перейти на латинскую транскрипцию в форме тунъюн-пиньинь. Далее стал использоваться стандартный пиньинь.
В результате последовательной языковой политики Гоминьдана, до конца 1980-х годов гоюй оставался единственным официальным языком на Тайване, им владеет приблизительно 70 % населения. Однако тайваньская версия языка отличается как от старого гоюя Республики, так и материкового путунхуа; это не мешает взаимопониманию. В частности, гоюй использует только полные формы иероглифов, немногие формы упрощения, употребляемые в обиходе, могут иметь аналоги не в Китае, а в Японии. В тайваньских СМИ для обозначения острова повсеместно используется разнопись кит. 台, пиньинь tái, а не полная форма 臺. Под влиянием местных произносительных норм поменялось звучание финалей на [ɘŋ] и [ɔŋ], в носовых согласных инициали [n] и [l] сделались взаимозаменяемыми; инициали [l] и [ɹ] редуцировались.
После отмены военного положения в 1987 году, заметно расширилось влияние местных диалектов. После прихода к власти Демократической прогрессивной партии (ДПП), был принят большой пакет мер, направленных на смену национально-языковой идентичности тайваньского общества. Президент Чэнь Шуйбянь всецело поддерживал отличия тайваньцев от китайцев, в том числе в языковой сфере. Сторонники создания независимой Республики Тайвань провозгласили, что китайцы, приехавшие на остров после 1945 года, не являются коренными тайваньцами, поэтому их язык — гоюй — не должен более иметь статуса государственного. Приоритет отдавался «тайваньскому языку» — южнофуцзяньскому диалекту, которым владеет примерно одна восьмая часть населения (самоназвание диалекта — хокло). В программу школ были введены «местные языки», на которых проводились экзамены в высших учебных заведениях. Однако поражение партии на выборах в 2008 году привело к краху языковой политики, в том числе из-за разногласий субэтносов (особенно хакка), представители которых в равной степени считали себя коренными тайваньцами. В 2015—2018 годах на законодательном уровне было установлено равенство гоюя, диалектов хакка и хокло, а также аборигенных языков Тайваня, на которых ведётся эфирное и цифровое вещание, издаются периодические издания и ведутся обязательные занятия в школах. Тем не менее, лингвисты отмечали, что гоюй воспринимается как престижный язык, а хакка и хокло не хватает мощной письменной традиции. Существует также проблема, связанная с тем, что на диалекте хокло примерно 30 % используемой лексики не может быть записана иероглификой. Особенно остро она встала перед населением по мере распространения Интернета.